# Dolocosa
Dolocosa dolosa es una especie de araña araneomorfa de la familia Lycosidae. Es el único miembro del género monotípico Dolocosa. Es originaria de la Isla de Santa Elena.